# Ronde van Italië 2020/Vijftiende etappe
De vijftiende etappe van de Ronde van Italië 2020 werd verreden op 18 oktober tussen Luchtbasis Rivolto en Piancavallo. 
| Rivolto – Piancavallo (185,0 km) |                    |                       |          |
| Plaats                           | Naam               | Ploeg                 | Tijd     |
| 1                                | Tao Geoghegan Hart | Team INEOS Grenadiers | 4u58'52" |
| 2                                | Wilco Kelderman    | Team Sunweb           | + 2"     |
| 3                                | Jai Hindley        | Team Sunweb           | + 4"     |
| 4                                | João Almeida       | Deceuninck–Quick-Step | + 37"    |
| 5                                | Rafał Majka        | BORA-hansgrohe        | + 1'22"  |
| 6                                | Patrick Konrad     | BORA-hansgrohe        | + 1'29"  |
| 7                                | James Knox         | Deceuninck–Quick-Step | + 1'36"  |
| 8                                | Peio Bilbao        | Bahrain McLaren       | z.t.     |
| 9                                | Jakob Fuglsang     | Astana Pro Team       | z.t.     |
| 10                               | Vincenzo Nibali    | Trek-Segafredo        | z.t.     |
|                                  |                    |                       |          |
| 29                               | Pieter Serry       | Deceuninck–Quick-Step | + 7'09"  |

| Algemeen klassement |                    |                       |           |
| Plaats              | Naam               | Ploeg                 | Tijd      |
| Roze trui           | João Almeida       | Deceuninck–Quick-Step | 59u27'38" |
| 2                   | Wilco Kelderman    | Team Sunweb           | + 15"     |
| 3                   | Jai Hindley        | Team Sunweb           | + 2'56"   |
| 4                   | Tao Geoghegan Hart | Team INEOS Grenadiers | + 2'57"   |
| 5                   | Peio Bilbao        | Bahrain McLaren       | + 3'10"   |
| 6                   | Rafał Majka        | BORA-hansgrohe        | + 3'18"   |
| 7                   | Vincenzo Nibali    | Trek-Segafredo        | + 3'29"   |
| 8                   | Domenico Pozzovivo | NTT Pro Cycling       | + 3'50"   |
| 9                   | Patrick Konrad     | BORA-hansgrohe        | + 4'09"   |
| 10                  | Fausto Masnada     | Deceuninck–Quick-Step | + 4'12"   |
|                     |                    |                       |           |
| 31                  | Pieter Serry       | Deceuninck–Quick-Step | + 56'24"  |

## Opgaves
- Gianluca Brambilla (Trek-Segafredo): Afgestapt tijdens de etappe
- Nicolas Edet (Cofidis): Uitgevallen vanwege een valpartij
- Sebastián Molano (UAE Team Emirates): Niet gestart vanwege de gevolgen van een val in de Ronde van Italië 2020/Veertiende etappe
- Jhonatan Narváez (Team INEOS Grenadiers): Uitgevallen vanwege een valpartij

1e etappe ·
2e etappe ·
3e etappe ·
4e etappe ·
5e etappe ·
6e etappe ·
7e etappe ·
8e etappe ·
9e etappe ·
10e etappe ·
11e etappe ·
12e etappe ·
13e etappe ·
14e etappe ·
15e etappe ·
16e etappe ·
17e etappe ·
18e etappe ·
19e etappe ·
20e etappe ·
21e etappe
Startlijst · Eindstanden · Afbeeldingen